# Williams Nunatak
Williams Nunatak är en nunatak i Antarktis. Den ligger i Östantarktis. Australien gör anspråk på området. Toppen på Williams Nunatak är 50 meter över havet.
Terrängen runt Williams Nunatak är kuperad österut, men västerut är den platt. Havet är nära Williams Nunatak västerut. Trakten är glest befolkad. Närmaste befolkade plats är Casey Station, 18,7 kilometer nordväst om Williams Nunatak. 